# Меджибізька фортеця (монета)
«Меджибі́зька форте́ця» — пам'ятна монета номіналом 5 гривень, випущена Національним банком України, присвячена одній з найстаріших фортифікаційних споруд, зведеній у мальовничому куточку Хмельниччини, на мисі, утвореному річками Південний Буг і Бужок — Меджибізькому замку-фортеці. Фортеця протягом століть змінювала своїх власників та риси, проте залишилася легендарною пам'яткою.
Монету введено в обіг 27 листопада 2018 року. Вона належить до серії «Пам'ятки архітектури України».

## Опис монети та характеристики
| Номінал грн. | Метал      | Маса, г | Діаметр, мм | Якість виготовлення       | Гурт     | Тираж, штук |
| ------------ | ---------- | ------- | ----------- | ------------------------- | -------- | ----------- |
| 5            | нейзильбер | 16,54   | 35,0        | спеціальний анциркулейтед | рифлений | 40 000      |

### Аверс
На аверсі монети розміщено: угорі напис «УКРАЇНА», під яким — малий Державний Герб України, по обидва боки якого числа «20» та «18», у центрі — щит із зображенням вежі, по обидва боки якого стилізована карта місцевості із написами: «р. Бог» (ліворуч), «р. Божок» (праворуч) — давнє написання назв річок; унизу на стрічці напис — «УКРАЇНСЬКИЙ ЩИТ ЄВРОПИ»; унизу на тлі абрису зубців палацу унизу номінал — «5 ГРИВЕНЬ»; ліворуч логотип Банкнотно-монетного двору Національного банку України.

### Реверс
На реверсі монети зображено могутню Меджибізьку фортецю (вигляд з висоти пташиного польоту), угорі написи — «МЕДЖИБІЗЬКА ФОРТЕЦЯ XII—XVI СТ.»

## Автори
- Художник — Микола Кочубей.

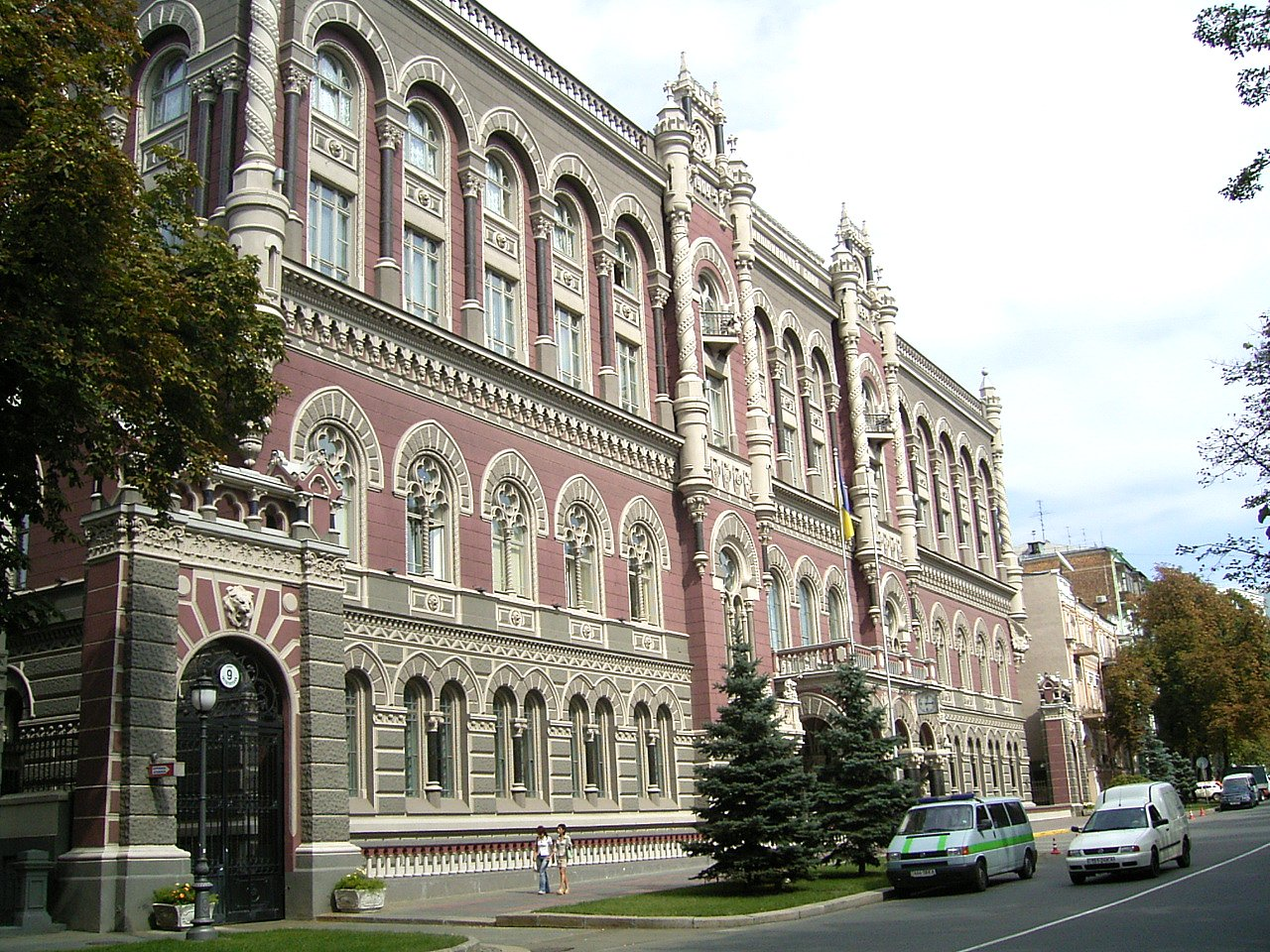
Будівля Національного банку України

- Скульптори: Святослав Іваненко, Дем'яненко Володимир.

## Вартість монети
Під час введення монети в обіг 2018 року, Національний банк України реалізовував монету через свої філії за ціною 51 гривня.
Фактична приблизна вартість монети, з роками змінювалася так:
| Рік        | 2019 | 2020 | 2021 | 2022 | 2023 | 2024 | 2025 |
| ---------- | ---- | ---- | ---- | ---- | ---- | ---- | ---- |
| Ціна, грн. | 60   | 60   | 65   | 65   | 100  | 180  | 210  |